# Nasamões
Nasamões (em grego clássico: Νασαμῶνες; romaniz.: Nasamones), chamados pelos gregos originalmente de mesamões (em latim: mesammones) por viverem em meio a terreno arenoso, foram a maior e mais populosa tribo de líbios. Viviam perto de Cirene, às margens de Sirte Maior, mas foram gradualmente empurrados ao interior pelos colonos gregos da Cirenaica e depois pelos romanos. Avizinhavam os ausquisas (oeste), macas e psilos (leste (Estrabão) ou oeste (Heródoto)). Apolônio de Rodes colocou que seu nome deriva do herói epônimo Nasamão. Plínio alegou que os psilos foram parcialmente destruídos por eles, enquanto Heródoto alegou que foram totalmente destruídos numa tempestade de areia e os nasamões ocuparam seu território. Praticavam a caça, pecuária e agricultura; no verão, deixavam o gado na costa e iam ao interior para colher tâmaras em Augila. Caçavam gafanhotos, que secavam ao sol antes de moer e polvilhar no leite. Controlavam boa parte do comércio do interior e se tornaram batedores. Ainda exploravam uma pedra preciosa vermelha com veios pretos, que aflorava em sua terra e foi batizada por Plínio e Solino de nasamonita.
Heródoto descreveu-os como praticando um tipo de adoração aos heróis, sacrificando nas sepulturas de seus antepassados e jurando por suas jubas. No ritual, deitavam-se juntos aos túmulos e os sonhos que obtinham eram vistos como oráculos. Eram polígamos, quiçá mantendo mulheres em comum, mas tal relação foi tida como promíscua, como no caso dos masságetas. Um cajado era colocado diante da habitação e somente depois era permitido haver relações sexuais. No ato do casamento, na primeira noite, a noiva deveria, por costume, copular com todas as companhias do marido, que lhe entregavam presentes. Heródoto comenta ainda que alguns nasamões se aventuraram pelo interior do deserto do Saara, cruzando a região habitada e alcançando uma infestava por feras selvagens. Depois, foram a oeste e alcançaram um país de negros de estatura baixa, que os prenderam e levaram a uma cidade banhada por um grande rio que fluía de oeste a leste no qual abundavam crocodilos. A historiografia, e o próprio Heródoto, pensou que fosse uma referência ao rio Nilo, mas atualmente se considera ser provavelmente uma alusão ao rio Níger, com os viajantes tendo passado pela rota caravaneira de Fezã.